# Bermerain
Bermerain és un municipi francès, situat a la regió dels Alts de França, al departament del Nord. L'any 2006 tenia 658 habitants. Limita al nord-est amb Sepmeries, a l'est amb Ruesnes, al sud-est amb Capelle, al sud amb Escarmain, al sud-oest amb Saint-Martin-sur-Écaillon i al nord-oest amb Vendegies-sur-Écaillon.

## Demografia
| 1962                                       | 1968 | 1975 | 1982 | 1990 | 1999 | 2006 |
| ------------------------------------------ | ---- | ---- | ---- | ---- | ---- | ---- |
| 669                                        | 697  | 664  | 707  | 693  | 710  | 661  |
| Des de 1962: població sense dobles comptes |      |      |      |      |      |      |

## Administració
| Període | Identitat      | Partit |
| ------- | -------------- | ------ |
| 2001-   | Patrick Teinte |        |